# Maldonado (Uruguai)
Maldonado és una ciutat de l'Uruguai, capital del departament homònim. La seva població, segons les dades del cens de l'any 2004, és de 54.603 habitants. Originalment coneguda com a San Fernando de Maldonado, aquesta denominació ha donat als seus habitants el gentilici castellà de fernandinos. Actualment es troba prácticament unida a Punta del Este, ja que l'expansió d'ambdues ciutats ha estat gran en els últims anys.

## Població
La ciutat de Maldonado té una població aproximada de 54.603 habitants (cens 2004).
| 1963   | 1975   | 1985   | 1996   | 2004    |
| ------ | ------ | ------ | ------ | ------- |
| 15.372 | 22.762 | 33.535 | 48.936 | {{{5}}} |

## Història
Fundada el 1757, quan el governador de Montevideo José Joaquín de Viana decideix traslladar i engrossir amb altres famílies d'indis guaranís un primer assentament a prop de la Llacuna del Diari per situar-lo als voltants on avui és el centre del nucli urbà, a la plaça San Fernando. Des de llavors, gradualment, la ciutat ha anat creixent de forma sostinguda. La seva constitució urbanística obeeix al desenvolupament de damero segons la llei d'Indies. Al voltant de la plaça es troben els edificis de la Direcció de Policia, la catedral i un edifici de l'exèrcit, avui transformat en el Passeig de San Fernando.
El centre comercial de la ciutat es verifica al llarg del carrer Sarandí. El boom edilici de Punta del Este, va afectar en bona part la rodalia de la ciutat de Maldonado i alguns barris més interns, però no va afectar en gran manera la constitució plàcida del centre, la qual cosa el converteix en un lloc important per saber del passat colonial del departament. L'últim cens de població i d'habitatge va constatar per al departament de Maldonado un corrent immigratori intern de l'ordre del 20% que l'ha portat a una població estable de 140.000 habitants, dels quals 50.000 viuen a la ciutat. Això ha originat un gran creixement en urbanitzacions i barris perifèrics que han estès excessivament el centre urbà a la manera del desenvolupament d'altres centres urbans amb el legat del damero d'Indies.

## Esport
L'esport més practicat és el futbol, sent també molt popular la pràctica del futbol sala. El centre esportiu cultural, símbol de Maldonado, és el Campus Municipal. El Campus és un complex esportiu que comparteix instal·lacions amb el Liceu Departamental de Maldonado i la Caserna de Bombers. Les seves instal·lacions es componen d'una piscina olímpica, una canxa de bàsquet i una altra de frontó, totes ensostrades. També hi ha tres canxes de tennis amb un espai d'esports de pista a l'aire lliure.
Per a la Copa Amèrica de futbol de 1995, Maldonado va ser una de les seus, oportunitat en la que es va construir l'Estadi Domingo Burgueño Miguel, amb capacitat per a 22.000 espectadors sobre una canxa ja existent. Compta amb un destacat camp de joc, instal·lacions per a la premsa amb 100 accessos telefònics individuals, una sala VIP per a 500 persones, i possibilitat d'alberg de fins a quatre delegacions amb sales de precalentament, massatges i gimnàs.
Tots els estius, l'estadi és seu del "Seven a Side" de rugbi classificable per al campionat mundial entre altres esdeveniments d'importància. També hi ha un nombre important de practicants de Do Bahk Do Mu Duk Kwan, art marcial coreà, introduït a l'Uruguai per Sa Bom Nim Roberto Fontora Ortíz.

## Cultura
- Museu Mazzoni.
- Museu Didàctic Artiguista.
- Museu San Fernando.

## Fills il·lustres
- Hilarión de la Quintana, militar riuplatenc.

## Agermanament
Maldonado té un pacte d'agermanament amb les següents ciutats:
- La Plata,  Argentina[2]
- Gramado,  Brasil
- Corvera de Asturias,  Espanya
- Miami,  Estats Units